# Kemantren (Kedungtuban)
Kemantren is een bestuurslaag in het regentschap Blora van de provincie Midden-Java, Indonesië. Kemantren telt 3454 inwoners (volkstelling 2010).